# Rail Məlikov
Rail Nadir oğlu Məlikov (Baku, 18 dicembre 1985) è un ex calciatore azero, di ruolo difensore.

## Carriera

### Club
Dopo aver giocato con il Baku, nel 2007 si trasferisce al Neftchi Baku.

### Nazionale
Conta numerose presenze con la nazionale azera.

## Palmarès

### Club

#### Competizioni nazionali
- Campionato azero: 3

Baku: 2005-2006
Neftçi Baku: 2010-2011, 2011-2012